# Сентябрьская программа
«Сентябрьская программа» — проект рейхсканцлера Германии Теобальда фон Бетмана-Гольвега от 9 сентября 1914 года, в котором были сформулированы военные цели Германской империи в начале Первой мировой войны.

## История создания
Сразу после начала Первой мировой войны в политических и общественных кругах Германии началась широкая дискуссия о целях войны. В основном в ней можно выделить две позиции. Одна была направлена на достижение взаимного соглашения без аннексий, другая — требовала более или менее обширных территориальных уступок со стороны государств-противников. Стоял также вопрос, следует ли после возможной победы расширить гегемонию Германии на Западе или Востоке. Свои проекты послевоенного устройства Европы выдвигали представители германской промышленности, интеллигенции, чиновничества и общественно-политических движений (широкую известность получила, в частности программа праворадикальной организации «Пангерманский союз», предлагавшая обширные аннексии). Но ни один из этих проектов не имел статуса официального военного плана германского правительства.
Канцлер Германии Теобальд фон Бетман-Гольвег разделял далеко не все экспансионистские притязания, выдвигаемые в политических кругах. Впервые он сформулировал германские военные цели в секретной записке от 9 сентября 1914 г., адресованной статс-секретарю Имперского ведомства внутренних дел Клеменсу фон Дельбрюку, известной в историографии как «Сентябрьская программа» или «Сентябрьский меморандум Бетмана-Гольвега». В письме к Дельбрюку канцлер назвал свой проект «предварительными директивами для немецкой политики при заключении мира».
Записка впитала в себя весь комплекс политических и экономических требований немецкой промышленно-финансовой и военно-политической элиты.
Документ начал разрабатываться сразу после начала войны и получил окончательную форму 9 сентября 1914 г., в разгар битвы на Марне, когда победоносный мир для Германии на время мог казаться возможным.
В целом «Сентябрьская программа» не представляла собой продуманной концепции и отражала не столько цели самого канцлера, сколько требования различных общественно-политических кругов, высшей бюрократии, промышленности и частично военного руководства. Бетман-Гольвег допускал пересмотр своего проекта в отдельных аспектах. В письме к Дельбрюку от 9 сентября 1914 он указывал, что «хотя исход войны ещё не решён, и более вероятно, что Англии удастся удерживать своих союзников в борьбе до последнего предела мы должны быть подготовлены к неожиданным переговорам, которые потом нельзя будет затягивать. […] Теперь было бы важно, по согласованию с министерством иностранных дел, прояснить проблемы заранее таким образом, чтобы в случае любых переговоров о предварительном мире можно было быстро найти правильное решение и кратко сформулировать основу для более поздней сложной структуры».
В «Сентябрьской программе» чётко отражено время её создания. Ввиду продвижения Германии на Западном фронте цели её были сосредоточены на Западной и Центральной Европе, в то время как Англия, Россия и колониальные вопросы играли лишь второстепенную роль. Например, в ней не упоминаются никакие конкретные территории Российской империи, которые могли бы быть отделены или захвачены Германией. Основу «Программы» составлял проект создания после окончания войны Центральноевропейского экономического союза со странами-противниками и рядом нейтральных государств.
Программа являлась секретной, но, благодаря участию многочисленных заинтересованных сторон, её содержание стало известно общественности, что усилило давление сторонников аннексий на политическое руководство. Всё возрастающие требования с разных сторон позже стали рассматриваться военными противниками Германии как свидетельство её вины в «разжигании войны».

## Содержание «Сентябрьской программы»
«Общие цели войны:
Безопасность Германской империи на Западе и Востоке на всё возможное время. С этой целью Франция должна быть ослаблена, чтобы она не могла снова стать великой державой, Россия должна быть, по мере возможности, оттеснена от германской границы, и её господство над нерусскими вассальными народами должно быть сломлено.
Цели войны в отдельности:
1. Франция. Военные власти должны решить, следует ли требовать Бельфор, западные склоны Вогезов, сноса крепостей и передачи береговой линии от Дюнкерка до Булони. В любом случае требуется уступка рудного бассейна Брие, потому что добыча руды необходима нашей промышленности.
Кроме того, военные репарации, выплачиваемые по частям; они должны быть настолько высокими, чтобы Франция не смогла тратить значительные средства на вооружение в течение следующих 15-20 лет.
Кроме того: торговое соглашение, которое сделает Францию экономически зависимой от Германии, сделает её нашей страной-экспортёром и позволит ликвидировать английскую торговлю во Франции. Этот торговый договор должен предоставить нам финансовую и промышленную свободу действия во Франции, так, чтобы к немецким компаниям нельзя было относиться иначе, чем к французским.
2. Бельгия. Присоединение Льежа и Вервье к Пруссии, пограничной полосы Провинции Люксембург к Люксембургу.
Остаётся под вопросом, следует ли также присоединять Антверпен с его доступом к Льежу.
В любом случае, Бельгия, даже если она внешне сохранит государственность, должна превратиться в вассальное государство, предоставить право занятия важных в военном отношении портов, сделать своё побережье доступным военным, а в экономическом отношении стать немецкой провинцией. При таком решении, которое имеет преимущества аннексии, но лишено её неустранимых внутриполитических недостатков, франц.[узская] Фландрия с Дюнкерком, Кале и Булонью, с преимущественно фламандским населением, может быть присоединена к этой неизменённой Бельгии без опасений. Военное значение этой позиции в отношении Англии должны будут оценить компетентные органы.
3. Люксембург. Становится германской федеральной землёй и получает полосу от нынешней бельгийской провинции Люксембург и, возможно, угол Лонгви.
4. Создание Центрально-европейской торговой ассоциации должно быть достигнуто путём заключения совместных таможенных соглашений, в том числе с Францией и Бельгией; Голландией, Данией, Австро-Венгрией, Польшей и, возможно, Италией, Швецией и Норвегией. Эта ассоциация, вероятно, без общего конституционного главы, с внешним равенством её членов, но фактически под руководством Германии, должна стабилизировать экономическую гегемонию Германии в Центральной Европе.
5. Вопросы о колониальных приобретениях, среди которых в первую очередь необходимо стремиться к созданию единой колониальной империи в Центральной Африке, а также о целях, которые должны быть достигнуты в отношении России, будут рассмотрены позже.
В качестве основы для экономических соглашений, которые должны быть заключены с Францией и Бельгией, должна быть найдена краткая предварительная формула, подходящая для возможного предварительного мира.
6. Голландия. Необходимо обдумать, с помощью каких средств и мер можно будет установить более тесные отношения Голландии с Германской Империей.
Учитывая особенность голландцев, эти близкие отношения должны быть свободны от какого-либо чувства принуждения по отношению к ним, ничего не менять в голландской жизни и никаким образом не изменять их обязательств в военном отношении, Голландия, таким образом, должна оставаться внешне независимой, но внутренне зависеть от нас.
Возможно, следует рассмотреть вопрос об оборонительно-наступательном союзе, включая колонии, по крайней мере, о тесной таможенной связи, возможно, о передаче Антверпена Голландии в обмен на уступку права держать немецкие войска для укрепления Антверпена, а также в устье Шельды».

## Оценка в исследованиях
Оценка «Сентябрьской программы» в исторических исследованиях связана с т. н. «полемикой Фишера» («Fischer-Kontroverse»): дискуссией о роли Германии в развязывании Первой мировой войны, спровоцированной книгой Фрица Фишера «Griff nach der Weltmacht. Die Kriegszielpolitik des kaiserlichen Deutschland 1914—1918»(1961 г.), где впервые была упомянута «Сентябрьская программа» и приведён её текст.
Фишер стремился доказать виновность Германии в Первой мировой войне, подтверждением чему должна была служить в частности «Сентябрьская программа Бетмана-Гольвега», в которой, по мнению Фишера, воплотились предвоенные экспансионистские планы германского правительства. Сам Фишер называл свою книгу «вкладом в проблему преемственности в истории Германии от Первой до Второй мировой войны». Он интерпретировал цели войны, зафиксированные в программе Бетмана-Гольвега, как логическое следствие германской империалистической «мировой политики»: по его утверждению Германия стремилась к гегемонии в Европе ещё до 1914 года.
Подобная интерпретация военных планов Германии, как и книга Фишера в целом, имели в ФРГ огромный политический резонанс и вызвали многочисленные споры и протесты в научном сообществе — поскольку ранее немецкими историками цели Германии в Первой мировой войне считались исключительно оборонительными. В числе активных противников идей Фишера были историки Герхард Риттер и Карл Дитрих Эрдман. Наиболее провокационные тезисы Фишера в настоящее время в основном пересмотрены, тем не менее, место и роль «Сентябрьской программы» остаются предметом дискуссий.
Для Фрица Фишера важность программы заключалась в том, что изложенные в ней руководящие принципы были основой всей политики Германии в части военных целей до конца войны, даже если в ней и могли происходить отдельные изменения в зависимости от общей ситуации. По его утверждению: «несмотря на все кризисы, сентябрьская программа оставалась истинным отражением геополитических чаяний Центральной державы Европы».
По мнению историка Герхарда Риттера, «Сентябрьская программа» имела чисто оборонительный характер, поскольку на том этапе было немыслимо отстаивать статус-кво, с учётом немецких общественных настроений, программа представляла собой «наивысшую умеренность, которой можно было достичь». Опровергая заявления Фишера, Риттер подчёркивал, что «Сентябрьская программа» «никогда не означала ничего, кроме первого, совершенно секретного, совершенно временного предварительного наброска», и видел в ней «больше „рассуждений“, чем „решений“». Он также обращал внимание на тот факт, что проект вызвал споры ещё на стадии обсуждения, в результате чего так и не был принят: «тщательная консультация в соответствующих германских и прусских министерствах вскоре выявила такое изобилие разногласий и экономико-политических и организационных трудностей, что Дельбрюк во время поездки в штаб-квартиру в начале октября убедил канцлера отложить рассмотрение всего комплекса вопросов. В новой директиве, которую Бетман-Гольвег направил в Берлин 22 октября, уже не было упоминания о большом экономическом союзе. В ней говорилось лишь о желании „возместить на французском и российском рынках убытки … [понесённые] на мировом рынке …“ — прежде всего, за счёт передачи Германии рудного бассейна Лонгви-Брие, долгосрочного торгового соглашения с Россией, предусматривающего снижение российских промышленных тарифов, а также определённых экономических преференций „в случае (!) победы над Англией“ (в частности, в области патентного права, колониальной таможенной политики и экономических концессий для крупных предприятий на Востоке)»
Немецкий историк Карл Дитрих Эрдман опроверг тезис Фишера о том, что «Сентябрьская программа» была предназначена для реализации давних завоевательных планов: он указывал, что военные цели Программы были в большей степени продуктом войны, чем её причиной..
По словам историка Петера Кильмансегга, «Сентябрьская программа» канцлера отражала идеи ведущих кругов Германии в области политики, бизнеса и вооружённых сил, основывалась на интересах промышленности и банков в предвоенные годы. Промышленники, в частности, надеялись, что условия мирного договора предоставят им широкие привилегии перед конкурентами посредством вмешательства в автономию проигравших стран. По его мнению, «Сентябрьская программа» была нереалистичной с учётом исторических и политических традиций национальных государств Европы.
Английский автор Дэвид Стивенсон считает, что Фишер преувеличивает важность документа, указывая, в частности, что «проект Центральноевропейской таможенной ассоциации (Mitteleuropa) оставался целью немцев до конца конфликта, но возник как план политиков и никогда не обладал большой поддержкой со стороны бизнеса или экономической логикой», и «хотя программе предшествовали обширные консультации между немецкими лидерами, она не была официальным политическим заявлением (и, например, не была подписана императором)».